# Matevž Govekar
Matevž Govekar (Ljubljana, 17 april 2000) is een Sloveens wielrenner die anno 2022 rijdt voor Bahrain Victorious.

## Carrière
In 2021 werd Govekar zesde in het door Matej Mohorič gewonnen nationale wegkampioenschap. Daarmee was Govekar wel de beste belofte. Diezelfde maand won hij het bergklassement in de Bulgaarse etappekoers In the footsteps of the Romans. In het najaar werd hij vijfde in de Trofeo Matteotti, op 55 seconden van winnaar Matteo Trentin. In de Trofej Poreč in maart 2022 was enkel Dušan Rajović sneller in de sprint. Vier dagen later won Govekar de anderhalve kilometer lange proloog in de Istrian Spring Trophy. De leiderstrui die hij daaraan overhield moest hij een dag later afstaan aan Sean Flynn.
Per 1 juni 2022 maakte Govekar de overstap naar Bahrain Victorious. Zijn debuut voor die ploeg maakte hij een paar dagen later in de Ronde van Slovenië. Tijdens de nationale kampioenschappen later die maand werd Govekar vierde in de tijdrit en, achter Kristijan Koren, tweede in de wegwedstrijd. In augustus behaalde hij zijn eerste overwinning door in de vierde etappe van de Ronde van Burgos de snelste te zijn van een kopgroep in een oplopende sprint in Clunia.

## Overwinningen
2021
Bergklassement In the footsteps of the Romans
2022
Proloog Istrian Spring Trophy
4e etappe Ronde van Burgos
2024
2e etappe Ronde van Antalya
6e etappe Ronde van Groot-Brittannië
6e etappe Ronde van Guangxi

## Resultaten in voornaamste wedstrijden
| Jaar | Ronde van Italië | Ronde van Frankrijk | Ronde van Spanje |
| ---- | ---------------- | ------------------- | ---------------- |
| 2023 |                  |                     | 133e             |
| 2024 |                  |                     |                  |
| 2025 | 142e             |                     |                  |

| Jaar | Milaan-San Remo | Gent-Wevelgem | Ronde van Vlaanderen | Amstel Gold Race |  | WK op de weg |
| ---- | --------------- | ------------- | -------------------- | ---------------- |  | ------------ |
| 2023 |                 |               |                      | opgave           |  | 33e          |
| 2024 | 145e            | opgave        | opgave               | opgave           |  | opgave       |
| 2025 |                 |               |                      |                  |  |              |

## Ploegen
- 2021 –  Tirol KTM Cycling Team
- 2022 –  Tirol KTM Cycling Team (tot 30 mei)
- 2022 –  Bahrain Victorious (vanaf 1 juni)
- 2023 –  Bahrain Victorious
- 2024 –  Bahrain Victorious
- 2025 –  Bahrain Victorious

Arashiro · Bauhaus · Bilbao · Buitrago · Caruso · Colbrelli · Feng · Govekar (vanaf 1/6) · Gradek · Haig · Haussler · Landa · Maciejuk · Madan · Mäder · Milan· Mohorič · Novak · Osorio (tot 31/3) · Pernsteiner · Poels · Price-Pejtersen · Sánchez · Sütterlin · Teuns (tot 4/8) · Tratnik · Williams · Wright · Zambanini · Miholjević (stagiair)
Arashiro · Arndt · Bauhaus · Bilbao · Buitrago · Buratti (vanaf 12/4) · Caruso · Govekar · Gradek · Haig · Haussler (tot 7/4) · Kepplinger · Landa · Maciejuk · Madan · Mäder (overleden 16/7) · Miholjević · Milan· Mohorič · Pasqualon · Pernsteiner · Poels · Price-Pejtersen · Rajović · Scott · Sütterlin · Tiberi (vanaf 1/6) · Tu · Wright · Zambanini
Arashiro · Arndt · Bauhaus · Bilbao · Bruttomesso · Buitrago · Buratti · Caruso · Govekar · Gradek · Haig · Kepplinger · Madan · Miholjević · Mohorič · Pasqualon · Pickering · Poels · Price-Pejtersen · Rajović · Scott · Stannard (vanaf 19/8) · Sütterlin · Tiberi · Træen · Tu · Wiśniowski (vanaf 1/3) · Wright · Zambanini · Skerl (stagiair) · van der Meulen (stagiair) · Van Mechelen (stagiair)
Arndt · Bauhaus · Bilbao · Bruttomesso · Buitrago · Buratti · Caruso · Ermakov · Eržen · Eulálio · Govekar · Gradek · Haig · Kepplinger · Martinez · Miholjević · Mohorič · Paasschens · Pasqualon · Pickering · Skerl · Stannard · Stockwell · Tiberi · Træen · Tu · van der Meulen · Van Mechelen · Wright · Zambanini